# Porlieria
Porliera es un género de plantas fanerógamas, autóctonas de México a Chile.

## Taxonomía
El género fue descrito por Ruiz & Pav.  y publicado en Prodromus Plantarum Capensium, . . . 55. 1794. La especie tipo es: Porlieria hygrometra
Etimología
Porlieria, en honor del embajador español Don Antonio Porlier de Baxamar.

## Especies
- Porlieria angustifolia
- Porlieria arida
- Porlieria chilensis
- Porlieria microphylla
- Porlieria spartea[4]